# 萧铣
萧铣（583年—621年），南兰陵郡兰陵县人，隋末天下大乱，于大业十三年（617年）称梁王，次年称帝。梁政权最终被唐朝所灭，萧铣被处决于长安。

## 生平
西梁宣帝曾孙，祖父蕭巖為西梁明帝蕭巋之弟，在西梁滅亡時逃亡陳朝，陳朝滅亡後被隋文帝所殺。蕭銑少時家貧，605年楊廣登基因隋煬帝之蕭皇后外戚身份，被任命為罗县（今湖南湘阴东北）令。大业十三年（617年）蕭銑和校尉董景珍、雷世猛等在巴陵（今湖南岳阳市）起兵。遂称梁王，年号鸣凤（一作凤鸣），又于次年称帝，迁都江陵，割据长江中游地区，南到交趾，北到漢水，西達三峽，東及九江。首創“鳴鳳元寶”的寶文錢貨幣，以漢末的真書字體書寫。
武德四年（621年），李孝恭向唐高祖献上平灭萧铣的十策，唐高祖采纳，任命李孝恭为夔州总管，李靖为行军总管，大造战舰，训练水军。唐军自夔州（今四川奉节东）顺江东下，以庐江王李瑗出襄州（今湖北襄阳），黔州刺史田世康出辰州（今湖南沅陵），原本依附萧铣的周法明投唐，被任为黄州总管，出夏口（今汉口），李孝恭、李靖乘水涨敌懈、迅速进军江陵，亲率战舰二千多艘战船顺江而下，直捣腹心，攻克荆门（今湖北宜都西北）、宜都（今属湖北），进抵夷陵（今湖北宜昌），萧铣部将文士弘率精兵数万屯清江（今清江入长江口），前来救援，被李孝恭击退，获战舰三百馀艘，杀溺死者万计，追奔至百里洲，文士弘收兵复战，又被击败，李孝恭进入北江（按：长江于枝江分流，枝江，今湖北枝江市）。萧铣所任的江州总管盖彦举以五州来降。
当时因为萧铣休兵务农，江陵只有数千守军，主力分散在江南和岭南。萧铣一边召回在江南和岭南的军队，一边将所有兵力派出作战。李靖建议李孝恭暂缓进攻，等梁军分兵御敌和守城了再各个击破，否则梁军都是彪悍的楚人，唐军抵挡不住。李孝恭不听，交战后果然战败，李靖趁梁军抢夺战利品失去队伍发起反攻才反败为胜，唐军乘胜夺取外城和水城，得到楼船。李靖认为如果梁军救兵来到，唐军就会寡不敌众，拥有楼船也无益，建议将楼船顺江放下，迷惑梁军救兵。梁军救兵果然以为江陵已经失守，为了确认消息，耽误了时间。名义上以交州依附萧铣的丘和等归顺唐朝。
萧铣以为救兵不会到了，问计于中书侍郎岑文本，听其建议投降，梁亡。不久，梁军救兵十余万先后到江陵，得知梁已亡，都投降了唐朝。
李孝恭把蕭銑用囚車送至長安，李淵責備他：“汝處荊襄之地，魚米之鄉，足以自娛，何生異心，累侵朕土宇？今日到此，汝欲何如？”蕭銑凜然答說：“隋失其鹿，英雄競逐。銑無天命，故至於此。亦猶田橫南面，非負漢朝。若以為罪，甘從鼎鑊。”李淵怒其不屈，斬于長安都市。

## 家族

### 父母及兄弟
- 曾祖 梁宣帝
- 祖父 安平忠烈王 蕭巖
- 父亲 安平文宪王 萧璿

## 延伸阅读
[在维基数据编辑]
 在维基文库阅读此作者作品
 《舊唐書·卷56》，出自刘昫《舊唐書》
 《新唐書·卷087》，出自《新唐書》